# Cubocephalus terebrator
Cubocephalus terebrator är en stekelart som först beskrevs av Statz 1936.  Cubocephalus terebrator ingår i släktet Cubocephalus och familjen brokparasitsteklar. Inga underarter finns listade i Catalogue of Life.